# Orenjë
Orenjë è una frazione del comune di Librazhd in Albania (prefettura di Elbasan).
Fino alla riforma amministrativa del 2015 era comune autonomo, dopo la riforma è stato accorpato, insieme agli ex-comuni di Hotolisht, Lunik, Polis, Qendër Librazhd e Stëblevë a costituire la municipalità di Librazhd.

## Località
Il comune era formato dall'insieme delle seguenti località:
- Orenje
- Floq
- Gurakuq
- Ballgjin
- Rinas
- Zdrajsh Verri
- Zdrajsh
- Neshte
- Mexixe
- Funare